# موریس کیرکسی
موریس کیرکسی (انگلیسی: Morris Kirksey; ۱۳ سپتامبر ۱۸۹۵ – ۲۵ نوامبر ۱۹۸۱) دونده سرعت و بازیکن راگبی ۱۵ نفره اهل ایالات متحده آمریکا بود.
وی در مسابقات کشوری و بین‌المللی در مجموع برندهٔ ۲ مدال طلا، ۱ مدال نقره شده‌است.